# 安広県
安広県（あんこう-けん）は清末から中華人民共和国初期にかけて現在の吉林省大安市に存在した県。

## 地理
安広県は黒竜江省南部、洮児河南岸に位置した。

## 歴史
1905年（光緒31年）9月22日、清朝により洮南府の下に設置された安広県を前身とする、県署が解家窩堡に置かれた。
1946年（民国35年）9月、国共内戦により実効支配権を獲得した中国共産党が大賚県と統合し賚広県を設置したが、1947年7月に解体、安広県が再設置された。1958年11月21日、安広県と大賚県を再び統合、大安県と改編された。
| 前の行政区画 科爾沁右翼後旗 | 吉林省の歴史的地名 1905年 - 1946年 | 次の行政区画 賚広県 |

| 前の行政区画 賚広県 | 吉林省の歴史的地名 1947年 - 1958年 | 次の行政区画 大安県 |